# シルダリヤ (都市)
シルダリヤ (ラテン文字:Sirdaryo, Syrdaria, Syrdarya、ウズベク語: Sirdaryo / Сирдарё、ロシア語: Сырдарья) はウズベキスタン・シルダリヤ州の都市である。2012年現在の人口は約31,000人である。都市名は「シルダリャ」、「シルダリア」とも表記されることがある。州都グリスタンからは北北西に約40kmの地点に位置する。

## 概要
1971年設立。都市名は付近を流れる川であるシルダリヤ川より採られた。
街の主な産業は農業やシルダリヤ川を利用した漁業などである。

## 交通
アジアハイウェイ5号線、及びタシュケントからタジキスタンの首都ドゥシャンベを結ぶ高速道路M34が通っている。また、首都タシュケントからグリスタンを経由してサマルカンドを結ぶウズベキスタン鉄道の駅がある。